# Le Songe d'une nuit d'été (film, 1959)
Pour les articles homonymes, voir Le Songe d'une nuit d'été (homonymie).
Pour plus de détails, voir Fiche technique et Distribution.
Le Songe d'une nuit d'été (Sen noci svatojánské) est un long métrage d'animation tchèque réalisé par Jiří Trnka, sorti en 1959.

## Synopsis
D'après la pièce de Shakespeare, Le Songe d'une nuit d'été, ce film de marionnettes destiné aux adultes met en scène les trois univers de cette histoire complexe : l'Athènes patricienne, le milieu populaire et le monde magique des elfes et des nymphes.

## Fiche technique
- Titre : Le Songe d'une nuit d'été
- Titre original : Sen noci svatojánské
- Réalisation : Jiří Trnka
- Scénario : Jiří Trnka, Jiří Brdečka
- Musique : Václav Trojan
- Production :
- Pays d'origine : Tchécoslovaquie
- Technique : marionnettes
- Genre : film d'animation
- Couleur : Eastmancolor
- Format : 35 mm
- Durée : 76 minutes
- Date de sortie : 1959

## Commentaires
En 1966 Jiří Trnka a commenté ainsi son œuvre : « Le désir me vint d'envahir l'écran, où tout est possible, par des figures à trois dimensions qui ne jouent pas sur un plan comme les dessins animés, mais dans l'espace. Et dès le début de ma carrière, j'ai poursuivi ce but : le film lyrique. » 
Un commentateur d'IMDb fait remarquer que Trnka a gommé l'élément homosexuel présent dans la pièce, mais reconnaît qu'il fallait sans doute composer avec la censure communiste d'alors.

## Autour du film
Dans la version en langue anglaise, le narrateur est Richard Burton et les autres voix sont doublées par d'éminents acteurs shakespeariens.

## Distinctions
- 1959 : sélection officielle en compétition au Festival de Cannes[2] ; Premier prix du Comité technique au même festival ; médaille d'honneur à la Mostra de Venise
- 1960 : Prix du Meilleur film à Bucarest ; Deuxième prix au Festival de cinéma de Montevideo (Uruguay) ; Premier prix Golden Mercury pour la musique à Valence